# Họ Cước thần
Họ Cước thần hay còn gọi họ Thủy rêu, họ Xuyên đài thảo (tiếng Trung: 川苔草科, nghĩa đen: cỏ rêu sông) (danh pháp khoa học: Podostemaceae) là một họ trong bộ Malpighiales. Nó bao gồm khoảng 46-54 chi và 250-300 loài thực vật thủy sinh dạng tản hay dạng tảo có đá (tảo nâu) nhiều hay ít, bề ngoài trông giống như nhưng không phải là rêu, rêu tản, tảo hay địa y.

## Đặc điểm
Chúng không có cả thân lẫn lá. Quang hợp được thực hiện trên tản biến đổi nhiều, trông giống như một dải ruy băng mà dựa vào đó các thân thứ cấp mang hoa và lá đôi khi có thể phát triển. Nhựa của nhiều loài có màu trắng sữa. Có các gợi ý cho rằng họ Podostemaceae bám vào đá bằng một loại keo dính đặc biệt mà chúng sản xuất ra, nhưng có lẽ hơn cả là các vật chất này trong màng sinh học do các vi khuẩn lam gắn liền với các loài trong họ này sinh ra để gắn cây với chất nền. Có các lông móc trên mặt dưới của tản để dính các sợi của vi khuẩn lam và màng sinh học gắn liền với chúng. Trên thực tế, các loài vi khuẩn lam thậm chí có thể sản sinh ra nitơ ở dạng các loài thực vật này có thể sử dụng. Các loài rêu sông bám vào các bề mặt cứng (nói chung là đá) trong các thác ghềnh trên sông nghèo dinh dưỡng chảy qua các vùng đá gơnai hay granit, nhưng không thấy trên các sông chảy qua vùng đá vôi (Jäger-Zürn & Grubert 2000). Chúng chủ yếu được tìm thấy trong các khu vực nhiệt đới và cận nhiệt đới trên khắp thế giới. Nhiều loài được tìm thấy trong các khu vực địa lý rất nhỏ (có khi chỉ ở một con sông hay thậm chí một thác nước). Các loài rêu sông mọc ngầm khi mực nước sông dâng cao nhưng trong mùa khô thì chúng lại sống theo kiểu của thực vật trên đất liền và ra hoa vào thời kỳ này. Các hoa nhỏ, không cánh, lưỡng tính, mọc đơn độc hay thành cụm trên một đoạn thân dài, trong vỏ bao hình chén. Các nhị hoa thông thường 1-4 và tất cả đều ở một mặt của hoa. Bầu nhụy 2 hay 3 ngăn với số lượng tương tự về vòi nhụy, nhiều lá noãn trong mỗi ngăn. Quả là dạng quả nang nhiều hạt. Cấu trúc rễ của chúng là chuyên biệt hóa để bám vào đá và trên thực tế các chi tiết của cấu trúc rễ là một trong các cách thức để phân loại rêu sông.

## Phân loại
Họ này có thể phân chia ra thành 3 phân họ là:
- Tristichoideae: Bao gồm 3-4 chi và khoảng 14-20 loài, phân bố trong khu vực Ấn Độ, Đông Nam Á và Australia nhưng 1 loài (Tristicha trifaria) sinh sống tại châu Phi và Nam Mỹ.
- Weddellinoideae: 1 chi 1 loài (Weddellina squamulosa) ở miền bắc Nam Mỹ.
- Podostemoideae: 45-50 chi với khoảng 260 loài. Sinh sống trong khắp vùng nhiệt đới. Chi đa dạng nhất là Apinagia khoảng 50 loài phân bố trong khu vực nhiệt đới Nam Mỹ. Các chi đa dạng loài khác còn có Ledermanniella (43 loài, nhiệt đới châu Phi và Madagascar), Rhyncholacis (25 loài, miền bắc vùng nhiệt đới Nam Mỹ), Marathrum (25 loài, Trung Mỹ và tây bắc nhiệt đới Nam Mỹ), Podostemum (17 loài, nhiệt đới và cận nhiệt đới khắp thế giới), Dicraeia (12 loài, nhiệt đới châu Á và châu Phi), Hydrobryum (10 loài, miền đông Nepal, Assam và miền nam Nhật Bản), Castelnavia (9 loài, Brasil), Mourera (6 loài, miền bắc nhiệt đới Nam Mỹ), Oserya (7 loài, từ Mexico tới miền bắc nhiệt đới Nam Mỹ). Phần lớn các chi còn lại chỉ chứa 1-2 loài trong mỗi chi.

Cấu trúc phát sinh chủng loài cơ bản của họ này là [Tristichoideae [Weddellinoideae + Podostemoideae]], tất cả các nhánh đều có độ hỗ trợ rất mạnh.

### Các chi
Sắp xếp theo phân họ:
- Podostemoideae
  - Angolaea
  - Apinagia (bao gồm cả Blandowia, Ligea, Neolacis, Oenone), có lẽ cận ngành.
  - Castelnavia (bao gồm cả Carajaea)
  - Ceratolacis
  - Cipoia
  - Cladopus (bao gồm cả Griffithella, Hemidistichophyllum, Lawiella, Lecomtea, Torrenticola): Tiết cước.
  - Ctenobryum
  - Diamantina
  - Dicraeanthus
  - Diplobryum: Lưỡng đài
  - Djinga
  - Endocaulos
  - Farmeria (bao gồm cả Maferria)
  - Hanseniella
  - Hydrobryum (bao gồm cả Euhydrobryum, Hydroanzia, Synstylis): Thủy thảo, thủy rêu, thủy sinh.
  - Hydrodiscus
  - Indodalzellia
  - Laosia
  - Ledermanniella (bao gồm cả Inversodicraeia, Monandriella)
  - Leiothylax (bao gồm cả Leiocarpodicraeia)
  - Letestuella
  - Lophogyne (bao gồm cả Jenmaniella, Monostylis)
  - Macarenia
  - Macropodiella
  - Marathrum
  - Mourera (bao gồm cả Lacis, Lonchostephus, Stengelia, Tulasneantha)
  - Oserya
  - Paleodicraeia
  - Podostemum (bao gồm cả Crenias, Devillea, Dicraea, Dicraeia, Mavaelia, Mniopsis, Podostemon)
  - Polypleurum (bao gồm cả Polypleurella)
  - Rhyncholacis
  - Saxicolella (bao gồm cả Aulea, Butumia, Pohliella)
  - Sphaerothylax (bao gồm cả Anastrophea, Isothylax)
  - Stonesia
  - Thelethylax
  - Thawatchaia
  - Vanroyenella
  - Wettsteiniola
  - Willisia
  - Winklerella
  - Zehnderia
  - Zeylanidium (bao gồm cả Hydrobryopsis)
- Tristichoideae
  - Cussetia (tách ra từ Dalzellia):[9] Đăng danh.
  - Dalzellia (bao gồm cả Lawia, Mnianthus, Terniola, Tulasnea): Đăng danh
  - Indotristicha
  - Tristicha (bao gồm cả (Dufourea, Heterotristicha, Philocrena, Potamobryon, Tristichopsis)
  - Terniopsis (bao gồm cả Malaccotristicha)
- Weddellinoideae
  - Weddellina